# Flatocerus wuyishanensis
Flatocerus wuyishanensis är en insektsart som beskrevs av Zheng, Z. 1991. Flatocerus wuyishanensis ingår i släktet Flatocerus och familjen torngräshoppor. Inga underarter finns listade i Catalogue of Life.